# Media Luna Roja Saharaui
La Media Luna Roja Saharaui (en árabe: الهلال الأحمر الصحراوي) es una organización no gubernamental que no pertenece a la Cruz Roja.
Su actividad consiste en la ayuda humanitaria en los campamentos de refugiados en África del Norte. Fue fundada el 26 de noviembre de 1975 y su sede se encuentra en Argelia. Su finalidad es el apoyo en los campos de refugiados ubicados en Tinduf a los refugiados saharauis, debido a la guerra del Sahara Occidental. Ha sido apoyado por diversas organizaciones, como la Agencia Española de Cooperación Internacional para el Desarrollo y la ONU mediante el Programa Mundial de Alimentos.
En Argelia la Cruz Roja tiene la Cruz Roja de Argelia.